# Otón Enrique de Borgoña
Otón I de Borgoña (944-965), fue duque de Borgoña (956-965).

## Orígenes familiares
Era hijo de Hugo el Grande, conde de París y hermano por tanto de Hugo Capeto, primer rey de Francia de la dinastía Capeta.

## Nupcias y descendientes
Se casó con Letgarda de Borgoña, hija del duque Gilberto de Chalon y su esposa Ermengarda de Borgoña. No tuvieron descendencia.
Murió el 22 de febrero del año 965, siendo sucedido en el ducado de Borgoña por su hermano Enrique I de Borgoña.